# Nemanja Belaković
Nemanja Belaković (Kirin Serbia: Немања Белаковић; sinh 8 tháng 1 năm 1997) là một tiền vệ bóng đá Serbia thi đấu cho NK Novigrad ở Giải hạng hai Croatia.

## Sự nghiệp
Belaković sinh ra ở Kraljevo, Belaković bắt đầu tập luyện bóng đá ở học viện bóng đá "Bambi", và sau đó gia nhập câu lạc bộ địa phương Sloga. Từ 2013 đến 2014 anh thi đấu ở đội trẻ Partizan, và sau mùa 2013-14 anh gia nhập OFK Beograd. Anh ra mắt chuyên nghiệp cho OFK Beograd trong trận đấu trên sân khách trước Sao Đỏ Beograd ngày 29 tháng 11 năm 2014, khi trình diễn kĩ thuật rê bóng tốt.